# Virgil Ghiță
Virgil Ghiță (Pitești, 4 de junio de 1989) es un futbolista rumano que juega en la demarcación de defensa para el Hannover 96 de la 2. Bundesliga.

## Selección nacional
Tras jugar con la selección de fútbol sub-17 de Rumania, la sub-18, la sub-21 y la sub-23, finalmente hizo su debut con la selección absoluta el 5 de septiembre de 2021 en un partido de clasificación para la Copa Mundial de Fútbol de 2022 contra Liechtenstein que finalizó con un resultado de 2-0 a favor del combinado rumano tras los goles de Alin Toșca y Cristian Manea.

### Participaciones en Juegos Olímpicos
| Mundial               | Sede  | Resultado      | Partidos | Goles |
| --------------------- | ----- | -------------- | -------- | ----- |
| Juegos Olímpicos 2020 | Tokio | Fase de grupos | 3        | 0     |

## Clubes
| Club                | País     | Año       | Partidos | Goles |
| ------------------- | -------- | --------- | -------- | ----- |
| FCV Farul Constanța | Rumania  | 2017-2022 | 98       | 9     |
| KS Cracovia         | Polonia  | 2022-2025 | 108      | 12    |
| Hannover 96         | Alemania | 2025-     |          |       |